# Sylvilagus mansuetus
Sylvilagus mansuetus és una espècie de mamífer de la família Leporidae que viu a Mèxic.